# Sergio Ortega (piłkarz)
Sergio Valentín „Wiwa” Ortega Leguías (ur. 18 kwietnia 1990) – panamski piłkarz występujący na pozycji lewego obrońcy, reprezentant Panamy.

## Kariera klubowa
Ortega jest wychowankiem klubu CD Árabe Unido. Do pierwszej drużyny został włączony w wieku dwudziestu lat przez szkoleniowca Richarda Parrę i w Liga Panameña zadebiutował 29 sierpnia 2010 w wygranym 2:1 spotkaniu z Alianzą. W drużynie z miasta Colón pełnił wyłącznie rolę rezerwowego (trzy występy) i po upływie roku odszedł do absolutnego beniaminka najwyższej klasy rozgrywkowej – ekipy Colón C-3. W jego barwach również spędził rok, na koniec rozgrywek notując relegację do drugiej ligi panamskiej. Sam pozostał jednak na najwyższym szczeblu, bezpośrednio po tym podpisując umowę ze stołecznym CD Plaza Amador. Premierowego gola w lidze strzelił 24 marca 2013 w wygranej 3:0 konfrontacji z Chorrillo i szybko wywalczył sobie miejsce w podstawowym składzie, zostając czołowym defensorem rozgrywek.
W jesiennym sezonie Apertura 2015 został wybrany w oficjalnym plebiscycie LPF do najlepszej jedenastki ligi panamskiej. Pół roku później – w wiosennym sezonie Clausura 2016 – wywalczył z Plaza Amador tytuł mistrza Panamy i ponownie znalazł się w najlepszej jedenastce rozgrywek. W sezonie Apertura 2016 zdobył wicemistrzostwo Panamy, natomiast w sezonie Clausura 2017 po raz trzeci został wybrany przez LPF do najlepszej drużyny ligi panamskiej.

## Kariera reprezentacyjna
W seniorskiej reprezentacji Panamy Ortega zadebiutował za kadencji selekcjonera Hernána Darío Gómeza, 24 października 2017 w wygranym 5:0 meczu towarzyskim z Grenadą.